# Australiens kvindefodboldlandshold
Australiens kvindefodboldlandshold repræsenterer Australien i internationale turneringer for kvinder. Holdet administreres af Football Federation Australia (FFA), som er medlem af Asian Football Confederation (AFC) og den regionale ASEAN Football Federation (AFF) siden de forlod Oceania Football Confederation (OFC) i 2006. Holdets officielle kælenavn er the Matildas (fra sangen Waltzing Matilda), men før 1995 er de også blevet kaldt Female Socceroos.
Australien er tredobbelt OFC mestre, engang AFC mestre og engang AFF mestre. Holdet har repræsenteret Australien ved VM i fodbold for kvinder fem gange og ved de Olympiske lege to gange, men har aldrig vundet nogen af disse turneringer. Lige efter VM 2015, blev Australien ranket som nummer ni i verden af FIFA.

## Australiens placering i de største turneringer

### VM i fodbold for kvinder
| Resultater fra Verdensmesterskabet i fodbold | Resultater fra Verdensmesterskabet i fodbold | Resultater fra Verdensmesterskabet i fodbold | Resultater fra Verdensmesterskabet i fodbold | Resultater fra Verdensmesterskabet i fodbold | Resultater fra Verdensmesterskabet i fodbold | Resultater fra Verdensmesterskabet i fodbold | Resultater fra Verdensmesterskabet i fodbold | Resultater fra Verdensmesterskabet i fodbold |
| År                                           | Resultat                                     | Position                                     | K                                            | V                                            | U                                            | T                                            | M+                                           | M-                                           |
| -------------------------------------------- | -------------------------------------------- | -------------------------------------------- | -------------------------------------------- | -------------------------------------------- | -------------------------------------------- | -------------------------------------------- | -------------------------------------------- | -------------------------------------------- |
| 1991                                         | Ikke kvalificeret                            | Ikke kvalificeret                            | Ikke kvalificeret                            | Ikke kvalificeret                            | Ikke kvalificeret                            | Ikke kvalificeret                            | Ikke kvalificeret                            | Ikke kvalificeret                            |
| 1995                                         | Gruppespil                                   | 12.                                          | 3                                            | 0                                            | 0                                            | 3                                            | 3                                            | 13                                           |
| 1999                                         | Gruppespil                                   | 11.                                          | 3                                            | 0                                            | 1                                            | 2                                            | 3                                            | 7                                            |
| 2003                                         | Gruppespil                                   | 13.                                          | 3                                            | 0                                            | 1                                            | 2                                            | 3                                            | 5                                            |
| 2007                                         | Kvartfinaler                                 | 6.                                           | 4                                            | 1                                            | 2                                            | 1                                            | 9                                            | 7                                            |
| 2011                                         | Kvartfinaler                                 | 8.                                           | 4                                            | 2                                            | 0                                            | 2                                            | 6                                            | 7                                            |
| 2015                                         | Kvartfinaler                                 | 7.                                           | 5                                            | 2                                            | 1                                            | 2                                            | 5                                            | 5                                            |
| 2019                                         | Ottendedelsfinaler                           | 9.                                           | 4                                            | 2                                            | 1                                            | 1                                            | 9                                            | 6                                            |
| Total                                        | 7/8                                          | 0 titler                                     | 26                                           | 7                                            | 6                                            | 13                                           | 38                                           | 50                                           |

### Olympiske lege
| Resultater fra de Olympiske lege | Resultater fra de Olympiske lege | Resultater fra de Olympiske lege | Resultater fra de Olympiske lege | Resultater fra de Olympiske lege | Resultater fra de Olympiske lege | Resultater fra de Olympiske lege | Resultater fra de Olympiske lege | Resultater fra de Olympiske lege |
| År                               | Resultat                         | Position                         | K                                | V                                | U                                | T                                | M+                               | M-                               |
| -------------------------------- | -------------------------------- | -------------------------------- | -------------------------------- | -------------------------------- | -------------------------------- | -------------------------------- | -------------------------------- | -------------------------------- |
| 1996                             | Ikke kvalificeret                | Ikke kvalificeret                | Ikke kvalificeret                | Ikke kvalificeret                | Ikke kvalificeret                | Ikke kvalificeret                | Ikke kvalificeret                | Ikke kvalificeret                |
| 2000                             | Guppespillet                     | 7.                               | 3                                | 0                                | 1                                | 2                                | 2                                | 6                                |
| 2004                             | Kvartfinaler                     | 5.                               | 4                                | 1                                | 1                                | 2                                | 3                                | 4                                |
| 2008                             | Ikke kvalificeret                | Ikke kvalificeret                | Ikke kvalificeret                | Ikke kvalificeret                | Ikke kvalificeret                | Ikke kvalificeret                | Ikke kvalificeret                | Ikke kvalificeret                |
| 2012                             | Ikke kvalificeret                | Ikke kvalificeret                | Ikke kvalificeret                | Ikke kvalificeret                | Ikke kvalificeret                | Ikke kvalificeret                | Ikke kvalificeret                | Ikke kvalificeret                |
| 2016                             | Kvartfinaler                     | 7.                               | 4                                | 1                                | 2                                | 1                                | 8                                | 5                                |
| 2020                             | Bronzekamp                       | 4.                               | 6                                | 2                                | 1                                | 3                                | 11                               | 13                               |
| Total                            | 4/7                              | 0 titler                         | 17                               | 4                                | 5                                | 8                                | 24                               | 28                               |

## Aktuel trup
Følgende  spilelre blev udtaget til den endelige trup til VM i fodbold 2023 i Australien/New Zealand.
Cheftræner: Tony Gustavsson